# جاهمار ينغ
جاهمار ينغ (بالإنجليزية: Jahmar Young)‏ مواليد 18 نوفمبر 1986 في بالتيمور، هو لاعب كرة سلة أمريكي. بدأ مسيرته الاحترافية في سنة 2010. يحمل الرقم 7.

## المسيرة الاحترافية
لعب مع ريد ستار في موسم 2010–2011، ثم لعب مع سبيرو شارلوروا في سنة 2011، ثم لعب مع فينتسبيلس في موسم 2011–2012، ثم لعب مع أورليان لواريت في الدوري الفرنسي في موسم 2012–2013، ثم لعب مع نيجني نوفغورود في الدوري الروسي في سنة 2013، ثم لعب مع نادي الرياضي بيروت في سنة 2015، ثم لعب مع باريس لوفالوا في الدوري الفرنسي في موسم 2015–2016، ثم لعب مع نادي الرياضي بيروت في سنة 2016.

## روابط خارجية
- جاهمار ينغ على موقع كرة السلة الأوروبية.كوم (الإنجليزية)
- جاهمار ينغ على موقع كلية كرة السلة في سبورتس رفرنس.كوم (الإنجليزية)
- جاهمار ينغ على موقع ريلجم (الإنجليزية)
- جاهمار ينغ على موقع بروبوليرز (الإنجليزية)
- جاهمار ينغ على موقع سبورتس رفرنس (الإنجليزية)